# Бургсдорф, Владимир Владимирович
Владимир Владимирович Бургсдорф (24 апреля 1910, Казань — 11 августа 1992, Москва) — советский учёный-энергетик, доктор технических наук, лауреат Ленинской премии.
Окончил Ленинградский политехнический институт (1931).
В 1931—1945 работал в Закавказье, с 1933 руководитель службы режимов Закэнерго и электротехнической лаборатории ТНИСГЭИ.
Кандидат (1936), доктор (1943) технических наук.
В 1945—1986 зав. лабораторией высоковольтных сетей ВНИИ электроэнергетики. С 1961 года зав. кафедрой электрических станций, сетей и систем ВЗПИ.
Заслуженный деятель науки и техники РСФСР. Почётный энергетик. Лауреат Ленинской премии и премии Совета министров СССР.
Автор многих научных работ и изобретений. Награждён двумя орденами Трудового Красного знамени, орденом «Знак Почёта» и медалями.
Похоронен на Новодевичьем кладбище (4 участок).